# Polizeiruf 110: In einer Sekunde
In einer Sekunde ist ein deutscher Kriminalfilm von Hans Joachim Hildebrandt aus dem Jahr 1980. Der Fernsehfilm erschien als 65. Folge der Filmreihe Polizeiruf 110.

## Handlung
Die junge Anne Werdau ist in Pankow am Freitag, dem 30. November 1979, abends auf dem Weg zur Nachtschicht, Lehrer Winfried Walter will schnell zu seiner Frau, die an dem Tag Geburtstag hat. Beide warten an einer Ampel und überqueren sie bei Grün. Sie werden von einem Auto erfasst, das mit überhöhter Geschwindigkeit bei Rot den Fußgängerüberweg passiert. Anne stirbt wenig später im Krankenhaus, Winfried Walter wird querschnittgelähmt bleiben. Oberleutnant Jürgen Hübner beginnt mit den Ermittlungen, bei denen er vom jungen Leutnant Buchholz unterstützt wird.
Zeugen sagen aus, dass es sich bei dem Wagen um einen hellen Lada oder einen Fiat gehandelt habe. Mehrere Kennzeichen werden genannt. So beginnt eine groß angelegte Suche nach dem Wagen. Dieser müsste deutliche Unfallspuren aufweisen. Vermutlich wurde die defekte Frontscheibe vollständig entfernt, wie die Polizisten nach dem Fund von Glasscherben unweit des Tatorts annehmen müssen. Mit einer fehlenden Frontscheibe fällt ein Fahrer weniger auf als mit einer kaputten. Die Ermittler finden den Wagen jedoch nicht, und sie wissen, dass ihnen die Zeit einen Strich durch die Rechnung gemacht hat: Wenn der Wagen bereits repariert worden ist, sind Unfallspuren nur noch schwer nachweisbar. Die Ermittler gehen mit einem Zeugenaufruf an die Presse.
Am nächsten Tag findet eine Rallye statt, an der auch Klaus Werker und sein Beifahrer Jürgen Dankert teilnehmen. Klaus wird Fünfter und ist unzufrieden. Seine Freundin Monika Habelt ist von seiner Autobesessenheit genervt. Sie bittet Klaus, die Nacht bei ihr zu bleiben, doch Klaus lässt sich von Jürgen Dankert abholen. Jürgen hat in der Presse vom Zeugenaufruf gelesen und erfahren, dass beim Unfall eine Frau ums Leben kam. Er betrinkt sich, besteht jedoch darauf, Klaus nach Hause zu fahren. Später wechseln beide die Plätze. Zwischen den Männern kommt es zum Streit, und Jürgen greift Klaus ins Lenkrad. Der kommt von der Straße ab und erst kurz vor einem Abgrund abrupt zum Stehen. Beim Aufprall schlägt Jürgen so heftig mit dem Kopf auf, dass er sofort verstirbt. Klaus fingiert eine andere Art Unfall, indem er den Wagen den Abgrund hinunterstößt und anschließend mit Benzin in Flammen setzt. Er kehrt zu Monika zurück und übernachtet bei ihr. Er bittet sie, zu behaupten, dass er die ganze Nacht bei ihr war. Er behauptet, Jürgen habe betrunken am Steuer gesessen und den Unfall verursacht.
Die Ermittler befragen Monika und Klaus und beide berichten übereinstimmend, dass sie den Abend und die Nacht gemeinsam verbracht haben. Vor allem Monika wird von Jürgen Hübner immer wieder befragt, ahnt er doch, dass sie nicht die Wahrheit sagt. Monika erfährt von ihm, dass nach den Verletzungen Jürgen unmöglich der Fahrer des Wagens gewesen sein kann, sondern nur als Beifahrer im Wagen gesessen habe. Sie bleibt bei ihrer Aussage, stellt jedoch Klaus zur Rede. Er gibt zu, den Wagen gefahren zu haben. Er erzählt ihr, bei dem Streit sei es darum gegangen, dass Jürgen kurze Zeit vorher den Unfall mit der toten Frau verursacht habe. Er habe Jürgen dazu bewegen wollen, sich der Polizei zu stellen, doch der habe abgelehnt. Bei einer erneuten Befragung deutet Monika an, dass Jürgen vielleicht doch kein so guter Fahrer war, wie alle immer angenommen haben. Wenig später reist Monika mit Klaus in den Urlaub. Klaus und sie planen zu heiraten.
Die Ermittler untersuchen Jürgens Wagen und finden heraus, dass er tatsächlich repariert wurde. Über die zeitliche Rekonstruktion des Abends wird ihnen jedoch auch klar, dass Jürgen den Wagen am Abend des Unfalls mit den Fußgängern weder gefahren noch repariert haben kann. Sie reisen Monika und Klaus in den Urlaub nach. Hier erfährt Monika, dass Klaus ein egozentrischer Mensch ist. Ihn rührt weder das Schicksal von Jürgen noch das von dessen kinderreicher Familie. Er würde sein Auto und das Rallye-Fahren jederzeit seiner Familie vorziehen. Als Monika auf das Auto flucht, schlägt Klaus sie. Sie will gerade abreisen, als die Ermittler eintreffen. Sie konfrontieren Klaus mit ihrer Erkenntnis, dass er an dem Abend am Steuer gesessen habe. Klaus leugnet es, doch wirft Monika ein, dass er endlich zugeben soll, dass er der Fahrer gewesen ist. Klaus lenkt ein und berichtet, dass sie einen Streit wegen des Unfalls mit Todesfolge hatten, an dem Jürgen schuld war. Die Ermittler korrigieren ihn: Nicht Jürgen, sondern Klaus saß am Abend am Steuer. Klaus’ Wagen war kurz vor der Rallye am nächsten Tag kaputt und Automechaniker Jürgen reparierte den Wagen, während Klaus in die Stadt fuhr und für Jürgen einkaufte. Nach dem Unfall nutzte Klaus die Nacht, um den Wagen zu reparieren, sodass er am nächsten Tag bereits wieder fahrbereit war. Jürgen hätte den Wagen nicht reparieren können, da er bereits kurz nach dem Unfall zu Hause war. Monika bestätigt, dass Klaus an dem Abend mit Jürgens Wagen zu ihr gekommen war, und bringt damit den letzten Beweis für Klaus’ Schuld.

## Produktion
In einer Sekunde wurde vom 1. Oktober bis 10. Dezember 1979 unter dem Arbeitstitel Der Blinde in Berlin, Pirna, Dresden und in der Sächsischen Schweiz gedreht. Die Kostüme des Films schuf Tamara Schramm-Bansen, die Filmbauten stammen von Karin Schmidt. Der Film erlebte am 29. Juni 1980 im 1. Programm des Fernsehens der DDR seine Premiere. Die Zuschauerbeteiligung lag bei 62,2 Prozent.
Es war die 65. Folge der Filmreihe Polizeiruf 110. Oberleutnant Jürgen Hübner ermittelte in seinem 30. Fall.